# Euxoa costaobsoleta
Euxoa costaobsoleta là một loài bướm đêm trong họ Noctuidae.